# Neophasma rugosum
Neophasma rugosum är en insektsart som först beskrevs av Ludwig Redtenbacher 1906.  Neophasma rugosum ingår i släktet Neophasma och familjen Pseudophasmatidae.

## Underarter
Arten delas in i följande underarter:
- N. r. rugosum
- N. r. flavolineata